# Oberlandesgericht Naumburg (1816–1849)
Das Oberlandesgericht Naumburg war von 1816 bis 1849 ein preußisches Oberlandesgericht mit Sitz in Naumburg (Saale).

## Geschichte
Die Gerichte im Königreich Preußen hatten im HRR historisch gewachsene Aufgaben, Zuschnitte und Bezeichnungen. Im Rahmen der Preußischen Reformen versuchte man, eine einheitliche Systematik einzurichten und begann damit bei den Mittelgerichten. Die Verordnung wegen verbesserter Einrichtung der Provinzial-Polizei- u. Finanz-Behörden vom 26. Dezember 1808 bestimmte, dass die unter verschiedenen Bezeichnungen wie Oberamtsregierung oder Hofgericht firmierenden obersten Gerichte jedes Landesteils künftig Ober-Landesgericht heißen sollten.
Die Provinz Sachsen entstand 1815 aus sieben verschiedenen Teilen, die als Ergebnis des Wiener Kongresses an Preußen gefallen waren. Dies waren einerseits altpreußische Teile, die an das Königreich Westphalen abgetreten worden waren, Teile, die 1803 im Rahmen des Reichsdeputationshauptschlusses an Preußen gefallen waren und später abgetreten wurden und Teile des Königreich Sachsens. Entsprechend kleinteilig und inhomogen war die Gerichtslandschaft in der neu gebildeten Provinz. Oberstes Gericht der Provinz wurde das 1816 geschaffene Oberlandesgericht Naumburg. Die nächsthöhere Instanz bildete das Preußische Obertribunal in Berlin.
Nach der Justizreform von 1849 wurden die Oberlandesgerichte aufgehoben und durch Appellationsgerichte (hier das Appellationsgericht Naumburg) ersetzt. 1879 wurden diese erneut durch Oberlandesgerichte, hier das Oberlandesgericht Naumburg abgelöst.

## Aufgaben und Organisation
Bezüglich Personen und Gütern mit Privilegiertem Gerichtsstand war das Oberlandesgericht gleichzeitig erste und zweite Instanz. Die Aufgabe als erstinstanzliches Gericht wurde vom ersten Senat, die Appellationssachen vom zweiten Senat bearbeitet. Das Gericht war daneben Appellationsinstanz bezüglich Urteilen der Untergerichte. In Kriminalsachen war der erste Senat Ermittlungsgericht und Gericht erster Instanz. Auch hier war der zweite Senat Appellationsinstanz. Er diente auch als Pupillenkollegium. Das Oberlandesgericht war Aufsichtsbehörde für die Untergerichte in seinem Sprengel. Ferner war das Oberlandesgericht Naumburg auch Lehnhof für die Lehngüter im Zuständigkeitsbereich und verfügte über ein umfangreiches Lehn- und Hypothekenarchiv.

## Untergerichte
Im Sprengel des Oberlandesgerichtes wurden im Jahr 1827 insgesamt 669 Untergerichte gezählt. Die waren
- Sechs Königliche Landgerichte sowie eine Landgerichtsdeputation
- Sechs Königliche Inquisitoriate sowie zwei Inquisitoriatsdeputationen
- 86 Königliche Gerichtsämter
- Fünf Königliche Berggerichte
- Ein Königlich preußisches und Gräflich Stolbergisches Gemeinschaftsgericht
- Das Königliche Handelsgericht Naumburg
- Das Königliche Universitätsgericht Halle
- Zwei Gräflich Stolbergische Justizkanzleien (darunter waren noch 9 Gräfliche Justizämter (später zu zwei Gräflichen Gesamtjustizämtern in Stolberg und Roßla zusammengefasst), ein Stadtrat und ein Gräfliches Bergamt Stolberg angesiedelt)
- Ein Erzbischöfliche-gesitliches Gericht Erfurt
- 538 Patrimonialgerichte, darunter zwei Patrimonial-Kreisgerichte, drei Marktfleckenräte und drei patrimonialische Berg- bzw. Salinengerichte.

## Sitz

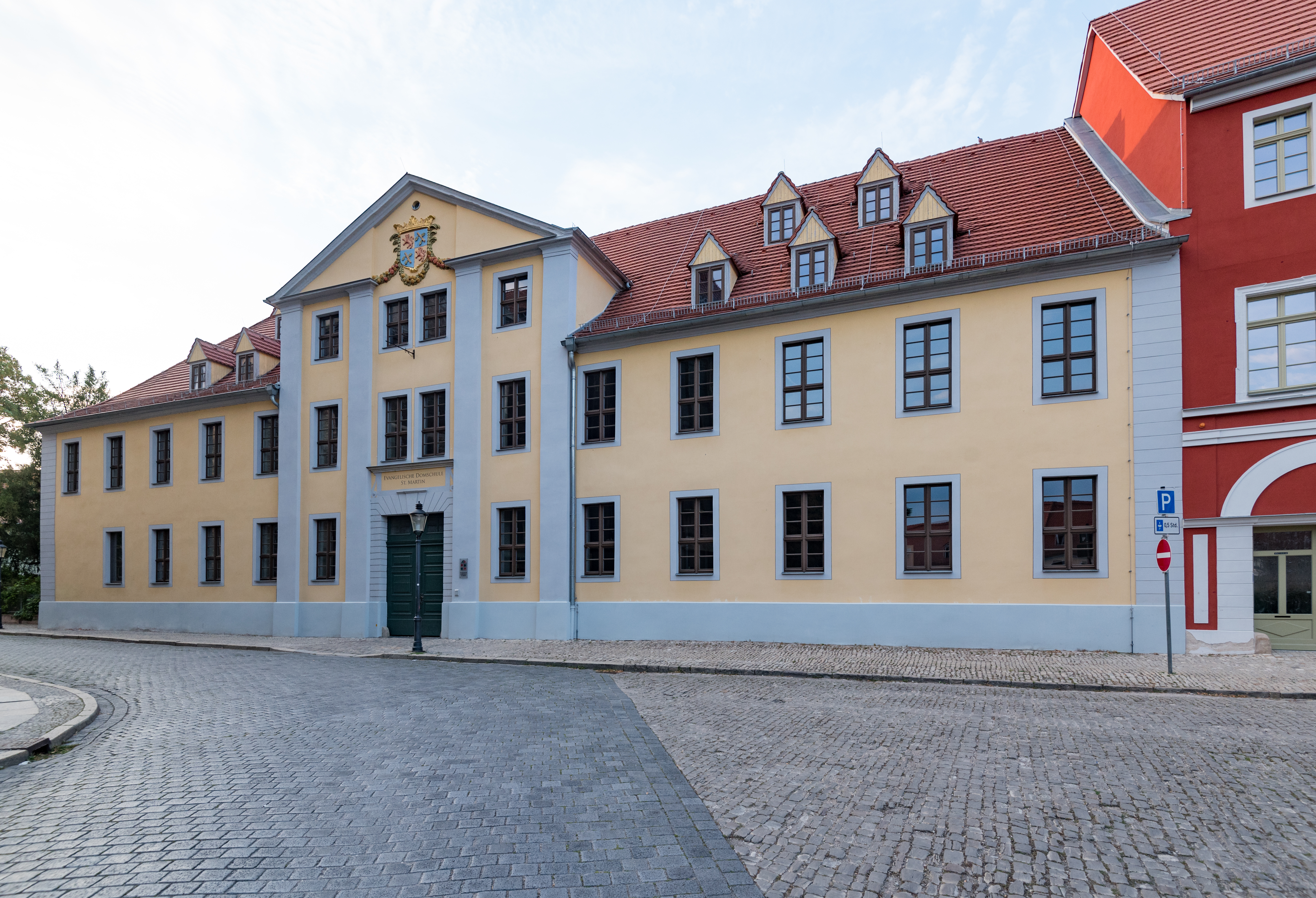
Domprobstei, Sitz des Gerichtes

Das Oberlandesgericht hatte seinen Sitz in der Domprobstei. Das Gebäude (Domplatz 3) steht heute unter Denkmalschutz.

## Richter
- Gustav Wilhelm Kisker (Präsident 1848/49)